# Rue des Frères-Lion
La rue des Frères-Lion (en occitan : carrièra dels Fraires Lion) est une voie publique du centre historique de Toulouse, chef-lieu de la région Occitanie, dans le Midi de la France. Elle traverse d'est en ouest le quartier Dupuy dans le secteur 1 - Centre.

## Situation et accès

### Voies rencontrées
La rue des Frères-Lion rencontre les voies suivantes, dans l'ordre des numéros croissants (« g » indique que la rue se situe à gauche, « d » à droite) :
1. Boulevard Lazare-Carnot (g)
2. Allées Forain-François-Verdier (d)
3. Place Dominique-Martin-Dupuy

### Transports
La rue des Frères-Lion est traversée et desservie par les lignes de bus de la ville, particulièrement les Linéo L1L8. Elle se trouve par ailleurs à proximité immédiate de la station François-Verdier de la ligne de métro  , où marquent également l'arrêt les Linéo L1L8L9 et les bus 142944. 
La rue des Frères-Lion se trouve également à proximité d'une station de vélos en libre-service VélôToulouse, la station no 43 (no 14 place Dominique-Martin-Dupuy).

## Odonymie
Le nom de la rue rend hommage aux frères résistants Raoul et Henri Lion. Raoul (1897-1944) avait son imprimerie dans cette rue (actuel no 5), son frère, Henri (1895-1944), un peu plus loin (actuel no 23 rue Croix-Baragnon). Les deux frères, anarchistes et libres-penseurs, s'engagent dans la Résistance, pour laquelle ils impriment tracts, journaux et faux papiers. Les 4 et 5 février 1944, à la suite d'une dénonciation, ils sont arrêtés par la Gestapo, avec leurs employés – dont le jeune Georges Séguy – et d'autres résistants toulousains – parmi lesquels Adolphe Coll, Maurice Fonvieille et Raymond Naves. Incarcérés à la prison Saint-Michel, ils sont déportés au camp de concentration de Mauthausen et meurent gazés au château de Hartheim les 12 et 21 septembre 1944. Leur nom est donné à la rue peu après la Libération, en 1947. 
Depuis le Moyen Âge, la rue avait toujours porté le nom de rue du Faubourg-Saint-Étienne. Elle formait effectivement l'axe principal de ce faubourg, qui s'étendait au-delà de la porte Saint-Étienne – du nom de la cathédrale voisine. Elle prit parfois le nom de rue Saint-Sauveur, car elle menait au cimetière et à une chapelle de ce nom (emplacement de l'actuelle place Dominique-Martin-Dupuy). En 1794, pendant la Révolution française, elle devint rue Beauvais en souvenir de Charles Nicolas Beauvais de Préau. Député à l'Assemblée législative en 1791, puis à la Convention nationale en 1792, envoyé en mission dans le Var, il est dépassé par la situation insurrectionnelle que connaît Toulon. Emprisonné par les royalistes, il est libéré en 1793. Il est déclaré « martyr de la liberté » après sa mort d'épuisement à Montpellier en 1794. Cette appellation ne subsista pas plus de quelques mois.

## Patrimoine et lieux d'intérêt
- no  20 : immeuble. 
L'immeuble, de style néoclassique, est construit dans la deuxième moitié du XVIIIe siècle. Le rez-de-chaussée, légèrement surélevé, est ouvert par une porte piétonne et une grande arcade de boutique voûtée en berceau. Aux étages, les fenêtres ont des garde-corps en fer forgé[2].

- no  21 : immeuble Aurejac (Joseph Thillet, 1890-1891)[3].

- no  31 : immeuble. 
L'immeuble est construit, sur deux niveaux (rez-de-chaussée et 1er étage), dans le deuxième quart du XIXe siècle, puis surélevé de deux étages supplémentaires dans la deuxième moitié du siècle. Le 1er étage est caractéristique du style néo-classique de la Restauration. Les fenêtres sont voûtées en berceau et reliées par une corniche au niveau du linteau, et sont séparées par des couronnes de laurier en terre cuite. La corniche du rez-de-chaussée forme un balconnet continu qui supporte un garde-corps en fer forgé, tandis que la corniche supérieure, qui couronnait le bâtiment, est soutenu de modillons. Les étages supérieurs sont percés de fenêtres rectangulaires qui ont toutes des garde-corps et des lambrequins en fonte. Celles du 3e étage sont encadrées de pilastres à chapiteaux et séparées par des rosaces en terre cuite[4].

- no  32 : maison Sahuqué.  Inscrit MH (1997, façade sur rue)[5]. 

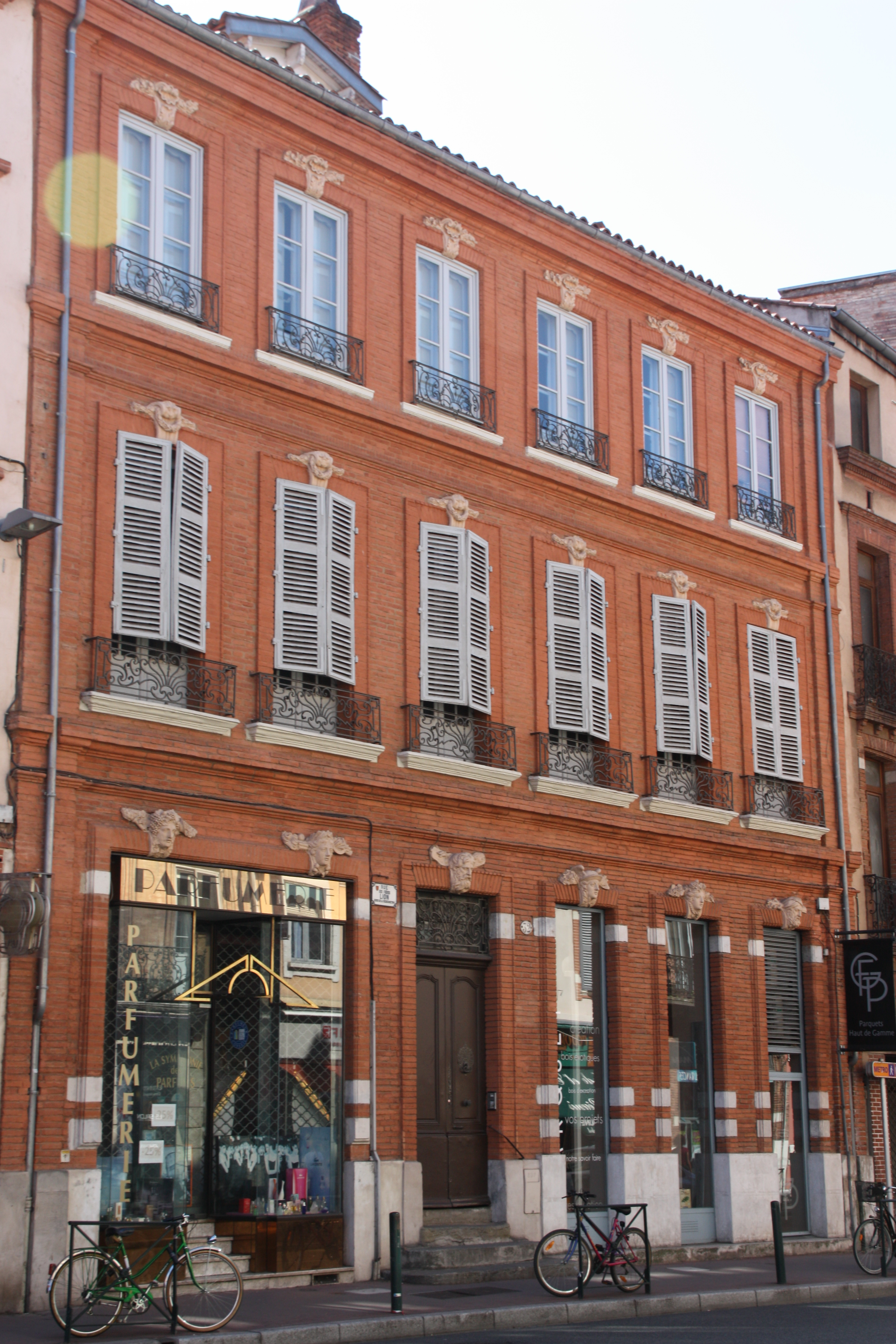
no 32 : maison Sahuqué.

C'est le négociant Paul Sahuqué qui, après avoir fait démolir deux maisons qu'il a acquis entre mars et mai 1768, fait construire la maison actuelle, dans le goût néo-classique. La maison développe sur la rue une façade large de six travées qui s'élève sur deux étages décroissants, séparés par des corniches moulurées. Le rez-de-chaussée, légèrement surélevé, est percé de grandes ouvertures de boutique qui encadrent la porte piétonne, qui a conservé une imposte en fer forgé. Les agrafes sont sculptées de mascarons en terre cuite qui représentent des divinités romaines symbolisant la prospérité et le commerce – Bacchus, Cérès, Mercure, Flore. Au 1er et au 2e étage, les fenêtres ont des agrafes sculptées de motifs végétaux. Elles sont mises en valeur, surtout, par leurs balconnets en pierre, qui ont des garde-corps en fer forgé. L'élévation est couronnée par une corniche moulurée[6].